# 張震 (演員)
張震（1976年10月14日—），男，台灣演員。14歲主演第一部電影《牯嶺街少年殺人事件》，其后出演《春光乍泄》、《臥虎藏龍》、《最好的时光》、《吳清源》、《赤壁》、《一代宗师》等电影。2021年以《緝魂》獲得第58屆金馬獎最佳男主角。

## 演藝生涯
張震14歲時主演第一部電影《牯嶺街少年殺人事件》，他與父親、哥哥在該片中一同演出。張震亦正亦邪、成熟中略帶孩子氣的特質，為其個人風格特色。參演電影《臥虎藏龍》期間，為求得最佳演出效果，張震另學習維吾爾族語和騎馬。此外，張拍攝王家衛執導的電影《一代宗師》期間，向八極拳中國武術傳人王世泉拜師學藝，苦練三年後，於「神槍盃八極拳大賽」中，勇奪一等獎。2007年，張震以《吳清源》榮獲第三屆大阪亞洲電影節「最佳男演員獎」，並且入圍第43屆金馬獎最佳男主角獎，後因不符合資格，而遭取消入圍。之後，他參演《赤壁》、《王的盛宴》、《圣诞玫瑰》等电影，亦是2011年上映的中國共產黨建黨九十周年獻禮片《建黨偉業》中唯一的台灣演員。
2014年，張震以古裝片《綉春刀》入圍第51屆金馬獎「最佳男主角獎」，這是他繼《牯嶺街少年殺人事件》、《最好的時光》之後，第三度角逐最佳個人獎項。2017年，張震以《龍先生》入圍第67屆柏林影展主競賽片。2018年，張震受邀擔任第71屆坎城影展主競賽單元評審一員，為第二位任主競賽單元評審的華語男演員。2024年，他首次擔任監製的電影《青春18×2 通往有你的旅程》上映，由藤井道人執導、許光漢與清原果耶主演。

## 個人生活
張震曾與台灣女藝人路嘉欣（路嘉怡之妹）相戀六年，後來於2004年12月，張震在日本拍電影時，他寄了一張明信片給她結束這段關係。
2013年1月4日，張震向曾任其助理且交往四年的同齡女友莊雯如求婚成功。同年11月14日凌晨，張震在個人微博正式公布婚訊；11月18日，兩人於臺北光點電影院舉行婚禮。2015年3月10日，女兒張源原（小名「丫丫」）出生。

## 演出作品

### 電影
| 年份 | 片名                          | 角色           | 導演                           |
| 1980 | 《三角習題》                  | 小健           | 宋相如                         |
| 1986 | 《暗夜》                      | 黃承德         | 但漢章                         |
| 1991 | 《牯嶺街少年殺人事件》        | 小四- 張震     | 楊德昌                         |
| 1996 | 《麻將》                      | 香港           | 楊德昌                         |
| 1997 | 《春光乍洩》                  | 小張- 張宛     | 王家衛                         |
| 2000 | 《臥虎藏龍》                  | 羅小虎         | 李安                           |
| 2000 | 《第一次的親密接觸》          | 阿泰           | 金國釗                         |
| 2001 | 《愛你愛我》                  | 小風           | 林正盛                         |
| 2002 | 《天下無雙》                  | 正德皇帝       | 劉鎮偉                         |
| 2003 | 《地下鐵》                    | 鐘程           | 馬偉豪                         |
| 2004 | 《2046》                      | 樂手-cc1966    | 王家衛                         |
| 2004 | 《愛神》                      | 小張           | 王家衛                         |
| 2005 | 《最好的時光》                | 少年／文人／震 | 侯孝賢                         |
| 2006 | 《詭絲》                      | 葉啟東         | 蘇照彬                         |
| 2006 | 《吳清源》                    | 吳清源         | 田壯壯                         |
| 2007 | 《天堂口》                    | 馬克           | 陳奕利（監製：吳宇森）         |
| 2007 | 《呼吸》 （又名：窒息情慾）   | 張震（張鎮）   | 金基德                         |
| 2007 | 《囧男孩的異想世界》          | 史密斯提督     | 行定勳                         |
| 2008 | 《深海尋人》 （又名：謎屍）   | 西蒙           | 徐克                           |
| 2008 | 《停車》                      | 陳莫           | 鍾孟宏                         |
| 2008 | 《赤壁》                      | 孫權           | 吳宇森                         |
| 2008 | 《赤壁2：決戰天下》           | 孫權           | 吳宇森                         |
| 2010 | 《財神到》                    | 程雨           | 阮世生                         |
| 2011 | 《建黨偉業》                  | 蔣中正         | 韩三平、黄建新                 |
| 2011 | 《藍色矢車菊》                | 威廉           | 陈铭章                         |
| 2012 | 《昨日的記憶》                | 震生           | 何蔚庭、姜秀瓊、陳芯宜、沈可尚 |
| 2012 | 《王的盛宴》                  | 韓信           | 陸川                           |
| 2012 | 《熱愛島》                    | 金尚澈         | 甘國亮                         |
| 2013 | 《一代宗師》                  | 一線天         | 王家衛                         |
| 2013 | 《聖誕玫瑰》                  | 周文瑄         | 楊采妮                         |
| 2014 | 《繡春刀》                    | 沈煉           | 路陽                           |
| 2015 | 《赤道》                      | 赤道信差       | 陸劍青、梁樂民                 |
| 2015 | 《刺客聶隱娘》                | 田季安         | 侯孝賢                         |
| 2015 | 《道士下山》                  | 查老板         | 陳凱歌                         |
| 2017 | 《繡春刀2：修羅戰場》         | 沈煉           | 路陽                           |
| 2017 | 《龍先生》                    | 龍             | 薩布                           |
| 2018 | 《無問西東》                  | 張果果         | 李芳芳                         |
| 2019 | 《雪暴》                      | 王康浩         | 崔斯韋                         |
| 2021 | 《緝魂》                      | 梁文超         | 程偉豪                         |
| 2021 | 《沙丘》                      | 威灵顿·岳      | 丹尼·維勒納夫                  |
| 2021 | 《椿之庭》                    |                | 上田義彥                       |
| 2023 | 《靠近我一点》                | 張揚           |                                |
| 2024 | 《愛情城事》 （單元：好命人） | 阿義           | 殷振豪                         |
| 2024 | 《餘燼》                      | 張振澤         | 鍾孟宏                         |
| 2025 | 《刺殺小說家2》               |                |                                |
| 停拍 | 《舒蘭河上》                  |                | 侯孝賢                         |

### 紀錄片
| 年份   | 片名                 | 導演           |
| ------ | -------------------- | -------------- |
| 2004年 | 《攝氏零度春光再現》 | 關本良、李業華 |

### 電視劇
| 年份   | 頻道    | 劇名         | 角色 |
| ------ | ------- | ------------ | ---- |
| 2019年 | 愛奇藝  | 《宸汐緣》   | 九宸 |
| 2022年 | Netflix | 《毒梟聖徒》 | 陳震 |

### 舞台劇
| 年份   | 作品名稱           | 角色   | 導演   |
| ------ | ------------------ | ------ | ------ |
| 1986年 | 《木偶奇遇記》     |        | 蔡明亮 |
| 2021年 | 《江／雲．之／間》 | 江濱柳 | 賴聲川 |

### 短片
| 年份   | 片名       | 角色 | 導演   |
| ------ | ---------- | ---- | ------ |
| 2022年 | 《永生號》 |      | 王維明 |

### 音樂錄影帶
| 年份 | 歌曲                                | 演唱者                                     | 收錄於                                   |
| ---- | ----------------------------------- | ------------------------------------------ | ---------------------------------------- |
| 1996 | 《麻將》                            | 鄭智化                                     | 麻將                                     |
| 2001 | 《Already One Year》(韓文: 벌써1년) | 韓團 Brown Eyes                            | Brown Eyes                               |
| 2002 | 《Bit by bit》                      | 韓團 Brown Eyes                            |                                          |
| 2002 | 《Six Days》                        | 美國音樂人DJ Shadow （页面存档备份，存于） | The Private Press （页面存档备份，存于） |
| 2020 | 《永遠的一天》                      | 蘇慧倫                                     | 面面                                     |

### 配音
| 年份 | 類型 | 片名                 | 角色   | 導演                          |
| ---- | ---- | -------------------- | ------ | ----------------------------- |
| 2003 | 動畫 | 《辛巴達：七海傳奇》 | 辛巴達 | Tim Johnson、 Patrick Gilmore |
| 2007 | 電影 | 《我的藍莓夜》       | 傑瑞米 | 王家衛                        |
| 2016 | 動畫 | 《寵物當家》         | 雪球   | Chris Renaud                  |

## 音樂作品

### 專輯
| 發行日     | 專輯             | 語言 | 曲目 |
| 1996年8月  | 《張震就是張震》 | 國語 | 曲目 1. 無法逃避 2. 下雨(I Will Never Change My Love) 3. 箱子呢 4. 你 5. 無法逃避(練唱版)                                                             |
| 1996年12月 | 《一走了之》     | 國語 | 曲目 1. 一走了之 2. 只想讓你美麗 3. 真相大白 4. 下雨...I will never change my love 5. 無法逃避 6. 打擾了你對不起 7. 早熟 8. 你 9. 箱子呢 10. 無能為力 |

### 單曲
| 發行日 | 歌曲                                 | 語言 | 專輯                   |
| 2002年 | 天下無雙那個啦 想說啦啦啦(feat.趙薇) | 國語 | 《天下無雙》電影原聲帶 |

## 獎項紀錄

### 影視獎項
| 年度 | 頒獎典禮                   | 獎項             | 作品                   | 結果 |
| 1991 | 第28屆金馬獎               | 最佳男主角       | 《牯嶺街少年殺人事件》 | 提名 |
| 1998 | 第17屆香港電影金像獎       | 最佳男配角       | 《春光乍洩》           | 提名 |
| 2001 | 第20屆香港電影金像獎       | 最佳男配角       | 《臥虎藏龍》           | 提名 |
| 2001 | 第7屆Chlotrudis Awards     | 最佳男配角       | 《臥虎藏龍》           | 提名 |
| 2005 | 第42屆金馬獎               | 最佳男主角       | 《最好的時光》         | 提名 |
| 2006 | 第1屆羅馬電影節            | 最佳男主角       | 《吳清源》             | 提名 |
| 2007 | 第1屆亞洲電影大獎          | 最佳男主角       | 《吳清源》             | 提名 |
| 2007 | 第3屆大阪亞洲電影節        | 最優秀主演男優賞 | 《吳清源》             | 獲獎 |
| 2010 | 第29屆香港電影金像獎       | 最佳男配角       | 《赤壁2：決戰天下》    | 提名 |
| 2010 | 第12屆亞洲影評人協會獎     | 最佳男配角       | 《赤壁2：決戰天下》    | 提名 |
| 2014 | 第51屆金馬獎               | 最佳男主角       | 《繡春刀》             | 提名 |
| 2015 | 第6屆中國電影導演協會      | 年度男演員       | 《繡春刀》             | 提名 |
| 2015 | 第15屆華語電影傳媒大獎     | 最佳男主角       | 《繡春刀》             | 提名 |
| 2015 | 第1届愛奇藝影視大賞        | 最佳電影男演员   | 《刺客聶隱娘》         | 提名 |
| 2016 | 第6届豆瓣电影獎            | 最佳男演员       | 《刺客聶隱娘》         | 提名 |
| 2017 | 第67屆柏林影展             | 最佳男演員銀熊獎 | 《龍先生》             | 提名 |
| 2017 | 第1屆塞班國際電影節        | 最佳男主角       | 《龍先生》             | 提名 |
| 2018 | 第2屆亞洲影視推廣促進協會  | 最佳男演員       | 《繡春刀II：修羅戰場》 | 獲獎 |
| 2018 | 第25屆北京大學生電影節     | 最佳男演員       | 《繡春刀II：修羅戰場》 | 獲獎 |
| 2019 | 第26屆華鼎獎               | 古裝劇最佳男主角 | 《宸汐緣》             | 提名 |
| 2019 | 第4屆金骨朵網絡影視盛典    | 最佳男主角       | 《宸汐緣》             | 提名 |
| 2019 | 第5届愛奇藝影視大賞        | 最佳電視劇男演员 | 《宸汐緣》             | 獲獎 |
| 2019 | 第4屆NewEra青年電影節      | 最佳男演員       | 《雪暴》               | 提名 |
| 2021 | 第30屆華鼎獎               | 最佳男主角       | 《緝魂》               | 提名 |
| 2021 | 第23屆台北電影獎           | 最佳男主角       | 《緝魂》               | 提名 |
| 2021 | 第58屆金馬獎               | 最佳男主角       | 《緝魂》               | 獲獎 |
| 2022 | 第3屆台灣影評人協會        | 最佳男演員       | 《緝魂》               | 獲獎 |
| 2022 | 第13屆青年電影手冊年度盛典 | 年度男演員       | 《緝魂》               | 獲獎 |
| 2024 | 第61屆金馬獎               | 最佳男主角       | 《餘燼》               | 提名 |

### 其他獎項
- 2012年 神槍杯八極拳武術比賽青年組一等獎

## 外部連結
- 張震的新浪微博
- 張震在互联网电影资料库（IMDb）上的資料（英文）
- 張震在香港影庫上的簡介
- 張震在豆瓣上的资料（简体中文）
- 張震在时光网上的簡介（简体中文）
- 張震在台灣電影網上的資料（繁體中文）